# Gran Premio de Alemania de Motociclismo de 1955
El Gran Premio de Alemania de Motociclismo de 1955 fue la cuarta prueba de la temporada 1955 del Campeonato Mundial de Motociclismo. El Gran Premio se disputó el 26 de junio de 1955 en el Circuito de Nürburgring.

## Resultados 500cc
Debido a su victoria en Alemania, Geoff Duke tomó el liderazgo en la general del Mundial por delante de su compañero de equipo Reg Armstrong, que se retiró. Walter Zeller ocupó el segundo lugar con la BMW RS 54, 24 segundos por detrás, pero aún tres minutos más rápido que Carlo Bandirola, tercero con la MV Agusta 500 4C.
| Pos.    | Piloto              | Moto      | Tiempo       | Pts. |
| ------- | ------------------- | --------- | ------------ | ---- |
| 1       | Geoff Duke          | Gilera    | 1h 34' 06" 1 | 8    |
| 2       | Walter Zeller       | BMW       | +24" 3       | 6    |
| 3       | Carlo Bandirola     | MV Agusta | +3' 28" 9    | 4    |
| 4       | Umberto Masetti     | MV Agusta | +3' 49"      | 3    |
| 5       | Giuseppe Colnago    | Gilera    | +4' 38" 1    | 2    |
| 6       | Jack Ahearn         | Norton    | +4' 57" 3    | 1    |
| 7       | Hans-Günther Jäger  | Norton    | +7' 21" 2    |      |
| 8       | Sven Andersson      | Norton    | +7' 22"      |      |
| 9       | Kuno Johansson      | Norton    |              |      |
| 10      | Ernst Hiller        | Matchless |              |      |
| 11      | Robert Matthews     | Norton    |              |      |
| 12      | Hans-Joachim Scheel | Norton    |              |      |
| 13      | Heinz Schreiber     | Norton    |              |      |
| 14      | Phil Heath          | Norton    |              |      |
| 15      | Karl-Heinz Scheifel | Norton    |              |      |
| Ret     | Francis Flahout     | Norton    | Ret          |      |
| Ret     | Rudolf Knees        | Norton    | Ret          |      |
| Ret     | Ernst Riedelbauch   | BMW       | Ret          |      |
| Ret     | John Surtees        | BMW       | Ret          |      |
| Ret     | Reg Armstrong       | Gilera    | Ret          |      |
| Ret     | Gerold Klinger      | BMW       | Ret          |      |
| Ret     | Tony McAlpine       | BMW       | Ret          |      |
| Ret     | Lawrence Aislabie   | Norton    | Ret          |      |
| Ret     | Keith Campbell      | Norton    | Ret          |      |
| Ret     | Auguste Goffin      | Norton    | Ret          |      |
| Fuente: |                     |           |              |      |

## Resultados 350cc
Bill Lomas, piloto de fábrica de MV Agusta en las clases de 125 y 250cc, reemplazó a Dickie Dale y ganó su segunda carrera de 350cc con la Moto Guzzi Monocilindrica 350. August Hobl con el DKW RM 350 quedó en segundo lugar después de John Surtees con el Norton 40M. Solo después de eso siguieron los pilotos de Moto Guzzi Cecil Sandford y Ken Kavanagh. Debido a que Duilio Agostini no anotó, el suplente Lomas ahora incluso tomó la delantera en la clasificación de la Copa del Mundo.
| Pos. | Piloto             | Equipo     | Tiempo     | Pts. |
| ---- | ------------------ | ---------- | ---------- | ---- |
| 1    | Bill Lomas         | Moto Guzzi | 1h 14' 52" | 8    |
| 2    | August Hobl        | DKW        | +13" 1     | 6    |
| 3    | John Surtees       | Norton     | +16" 4     | 4    |
| 4    | Cecil Sandford     | Moto Guzzi |            | 3    |
| 5    | Ken Kavanagh       | Moto Guzzi |            | 2    |
| 6    | Karl Hofmann       | DKW        |            | 1    |
| 7    | Siegfried Wünsche  | DKW        |            |      |
| 8    | Carlo Bandirola    | MV Agusta  |            |      |
| 9    | Keith Campbell     | Norton     |            |      |
| 10   | Jack Ahearn        | Norton     |            |      |
| 11   | Peter Murphy       | AJS        |            |      |
| 12   | Bill Aislabie      | AJS        |            |      |
| 13   | Helmut Hallmeier   | NSU        |            |      |
| 14   | Gerhard Bodmer     | DKW        |            |      |
| 15   | Hans Hoetzer       | AJS        |            |      |
| 16   | Arthur Wheeler     | AJS        |            |      |
| 17   | Bob Brown          | AJS        |            |      |
| 18   | Kurt Bähr          | Horex      |            |      |
| 19   | Günther Bergesdiek | Norton     |            |      |
| 20   | Bruno Bohrer       | Parilla    |            |      |
| 21   | Eric Houseley      | AJS        |            |      |
| 22   | Heinz Kauert       | AJS        |            |      |
| 23   | Alois Huber        | AJS        |            |      |
| 24   | Werner Mazanec     | AJS        |            |      |
| 25   | Rudolf Stein       | AJS        |            |      |

## Resultados 250cc
Hermann Paul Müller ganó con un minuto de ventaja sobre Wolfgang Brand, también con NSU Sportmax y Cecil Sandford con su Moto Guzzi Bialbero 250. Müller tomó así la delantera en la general de la Copa del Mundo.
| Pos. | Piloto               | Moto       | Tiempo    | Pts. |
| ---- | -------------------- | ---------- | --------- | ---- |
| 1    | Hermann Paul Müller  | NSU        | 1:06:19.6 | 8    |
| 2    | Wolfgang Brandt      | NSU        | +1:02.0   | 6    |
| 3    | Cecil Sandford       | Moto Guzzi | +1:05.7   | 4    |
| 4    | Luigi Taveri         | MV Agusta  |           | 3    |
| 5    | Arthur Wheeler       | Moto Guzzi |           | 2    |
| 6    | Helmut Hallmeier     | NSU        |           | 1    |
| 7    | Roberto Colombo      | Moto Guzzi |           |      |
| 8    | Fritz Kläger         | NSU        |           |      |
| 9    | Roland Heck          | NSU        |           |      |
| 10   | Karl-Julius Holthaus | NSU        |           |      |
| 11   | Horst Kassner        | NSU        |           |      |
| 12   | Rudi Stein           | NSU        |           |      |
| 13   | Florian Camathias    | NSU        |           |      |
| 14   | Rudi Meier           | NSU        |           |      |
| 15   | Hans-Joachim Scheel  | AWO        |           |      |
| 16   | Siegfried Lohmann    | Adler      |           |      |
| 17   | Ludwig Malchus       | NSU        |           |      |
| 18   | Basil Keys           | Norton     |           |      |
| 19   | Wolfgang Kesberg     | NSU        |           |      |
| Ret  | John Surtees         | NSU        |           |      |

## Resultados 125cc
MV Agusta se mantuvo en una lñinea excelente en 125cc, especialmente ahora que Mondial se había retirado tras la muerte de Giuseppe Lattanzi. Carlo Ubbiali ganó con una mínima diferencia respecto a sus compañeros Luigi Taveri y Remo Venturi. Los últimos puntos fueron para los conductores de la RDA Bernhard Petruschke y Erhart Krumpholz con su IFA, la marca que posteriormente se llamaría MZ.
| Pos. | Piloto              | Moto      | Tiempo    | Pts. |
| ---- | ------------------- | --------- | --------- | ---- |
| 1    | Carlo Ubbiali       | MV Agusta | 1:01:56.5 | 8    |
| 2    | Luigi Taveri        | MV Agusta | +0.8      | 6    |
| 3    | Remo Venturi        | MV Agusta | +1.6      | 4    |
| 4    | Karl Lottes         | MV Agusta |           | 3    |
| 5    | Bernhard Petruschke | IFA       |           | 2    |
| 6    | Erhart Krumpholz    | IFA       |           | 1    |
| 7    | Heinz Bähr          | MV Agusta |           |      |
| 8    | Willi Scheidhauer   | MV Agusta |           |      |
| 9    | Werner Funk         | MV Agusta |           |      |
| 10   | Gerrit Dupont       | MV Agusta |           |      |
| 11   | Erich Wünsche       | MV Agusta |           |      |